# Bodunius
Bodunius is een geslacht van hooiwagens uit de familie Cosmetidae.
De wetenschappelijke naam Bodunius is voor het eerst geldig gepubliceerd door Mello-Leitão in 1935. 

## Soorten
Bodunius is monotypisch en omvat slechts de volgende soort:
- Bodunius biocellatus